# Meritamon
Meritamon, que se traduz por amada de Amon, foi filha de Ramessés II com Nefertari e uma de suas esposas.